# 에이드리언 번사이드
에이드리언 마크 번사이드(영어: Adrian Mark Burnside, 1977년 3월 15일 ~ )는 오스트레일리아의 야구 선수이다. 메이저리그 베이스볼에서 투수로 선수 생활을 했으며, 대한민국 KBO 리그의 넥센 히어로즈에서 뛰었다. 오스트레일리아 국가대표팀의 일원으로도 활약하여 2004년 하계 올림픽에서 은메달을 획득하였다.

## 미국 마이너 리그 선수 시절
1996년 LA 다저스 산하 루키 리그 그레이트 펄스와 계약을 맺었다. 당시 좌완 선발 투수로써 많은 관심을 받았던 선수였다. 그러나 1승 3패 6.80의 평균자책점으로 부진했다. 1997년 싱글 A 마이너스 급의 야키마로 승격되었고 두 시즌 동안 4점대 평균 자책점을 기록했다. 1998년 싱글 A 플러스급의 샌 버나르디노로 승격, 7점대의 부진한 성적을 거뒀다. 그러나 2000년 더블 A 산 안토니오에서 17경기 선발 등판해서 6승 5패 2.90의 평균 자책점 등으로 좋은 활약을 펼쳤다. 2001년 잠시 더블 A 잭슨빌에서 뛰었다. 당시 4승 3패 2.66의 좋은 모습을 보였다. 번사이드는 2002년 피츠버그 산하 더블A 아이투나로 팀을 옮겼다. 당시 6승 9패 4.55의 평균 자책점을 기록했다. 2003년 피츠버그에서 방출당하고 몸만들기에 돌입했다. 2004년 번사이드는 디트로이트에 마이너 계약으로 입단했고, 산하 트리플A 톨레도에 합류했다. 첫 시즌은 6점대 평균자책점으로 부진하여, 결국 퇴출당하고 만다. 2005년 토론토로 이적하며 트리플 A 시라쿠스에서 활약했다. 2년 동안 주축 선발 투수로 활약했다. 2007년 잠시 샌디에이고 산하 더블A 샌안토니오에서 활약했고 바로 트리플 A 포틀랜드 비버스로 올라갔다. 그러나 적응하지 못하고 샌디에이고에서마저 방출당했다. 이 후 번사이드는 메이저 리그의 꿈을 버리고 일본 프로 야구 요미우리 자이언츠에 입단한다.

## 일본 프로야구시절
2008 시즌, 번사이드는 요미우리 자이언츠에 입단 제의를 받고 입단한다. 그러나 부상으로 15경기에만 선발로 등판해 5승 3패, 3.48의 평균 자책점을 기록하고 그다지 요미우리의 뛰어난 선발진에 걸맞지 않은 활약을 한다. 2009년 시즌에는 1군에 오르지 못하고 2군 생활을 하고 2군에서는 성적이 좋지 못했다. 일본 프로 야구에서는 꽤 준수한 성적이었지만, 결국 2년 만에 방출당한다.

## 한국 프로야구시절
2009년 9월 요미우리 자이언츠에서 방출당하고 선발 투수의 부재가 컸던 넥센 히어로즈의 관심을 받았다. 넥센 히어로즈는 장원삼, 이현승 등의 뛰어난 좌완 선발 투수 부재로 2010년 시즌에 지장이 있는 상황이었다. 결국 넥센 히어로즈는 클리프 브룸바와 재계약을 포기하고 2009년 12월, 일본에서도 그럭저럭한 활약을 펼쳤던 번사이드와 계약을 체결했다. 2010년 10승 10패를 기록했으나 피출루율이 높고 불안정적이라는 이유로 재계약에는 실패했다.

## 대만 프로 야구 시절
2011년 2월 대만 프로 야구 팀인 라미고 몽키스와 계약하여 활동하다가 동년 6월에 해약한 후 퇴단했다. 성적은 10경기 모두 선발로 나와 6승 3패 3점대 방어율을 기록했다.